# Luzzara
Luzzara (pronuncia italiana /luʦˈʦara/ o /luʣˈʣara/; Lüsèra in dialetto locale) è un comune italiano di 8 573 abitanti della provincia di Reggio Emilia in Emilia-Romagna. Confinante con l'Oltrepò mantovano, il comune è il più settentrionale della provincia.

## Geografia fisica
Il comune di Luzzara, il più settentrionale della provincia di Reggio Emilia, è situato nella pianura padana, sulla riva destra del fiume Po, a 36 km di distanza da Reggio Emilia e 25 da Mantova, 43 da Parma e 55 da Modena. Il comune fa parte della bassa reggiana. Il territorio comunale, oltre al capoluogo, è costituito dalle frazioni di Casoni, Codisotto e Villarotta per un totale di 39 chilometri quadrati, di cui circa 7,5 km². in area golenale, con divieto di edificazione. In sostanza, quasi il 20% del territorio comunale costituisce di fatto un parco naturalistico e paesaggistico di rilevante entità, sia come habitat umido tipicamente europeo, che come ampiezza quale cassa di espansione dell'intero corso del fiume Po. Tale zona è fortemente caratterizzata da flora (in particolare boschi di pioppo), spazi aperti fruibili in un paesaggio fluviale, con presenza di specie ornitologiche nello specifico e faunistiche in genere, tipiche di questa tipologia di habitat.
Luzzara confina con i comuni mantovani di, a nord Suzzara e Gonzaga, ad ovest Dosolo e con i comuni emiliani di, ad est Reggiolo, a sud Guastalla. La caratteristica peculiare del comune è che proprio in corrispondenza del proprio territorio, il confine tra le regioni Emilia-Romagna e Lombardia, seguendo precedentemente il corso in discesa del fiume Po, cessa di essere, prendendo come linea di demarcazione l'affluente (ormai pressoché scomparso e ridotto a fossato) dello Zara (detto anche Po Vecchio), dando origine al territorio dell'Oltrepò mantovano, comprendente diversi comuni e ricongiungendosi al fiume Po in prossimità del comune mantovano di Sermide-Felonica, in confine con il ferrarese.

## Origini del nome
Il toponimo si riconduce al latino luteus, "fangoso", da cui deriva la voce di area italiana settentrionale lozza. Sembra inoltre possa derivare dal celtico lossa o luth, parola che indica la melma di terra e rifiuti vegetali. Tuttavia potrebbe altresì derivare dal greco luma, ovvero sudiciume, evolutosi poi nel latino luteum (fango) e quindi lotza, da cui Luzzara.

## Storia
Il toponimo Luzzara compare per la prima volta in documenti dei secoli VII e VIII, al tempo l'insediamento sorgeva su di un'isola sul Po. Tra i primi documenti, un diploma del 781 con il quale Carlo Magno, Re dei Franchi e dei Longobardi, prendeva sotto la sua protezione la Chiesa reggiana.
Luzzara è un esempio dei mutamenti di Signorie in questo periodo di vitalità politica del territorio padano. Il Vescovo di Reggio l'acquista dall'Imperatore Ludovico il Pio, al quale succede al trono Lotario I, che rivendicando il possesso ne riprenderà violentemente il dominio. Successivamente viene riconsegnata al Vescovo di Reggio; nell'840 torna all'imperatore che la dà in dono ad Angilberga, moglie del figlio Ludovico II. Dopo ulteriori vicissitudini tra Chiesa e Impero, Luzzara ritorna nelle mani del vescovo di Reggio che la affida con Guastalla a Bonifacio di Canossa.
Resta in suo potere fino all'estinzione della famiglia, ed ai tempi di Matilde di Canossa è ricordata come Pieve fra i possessi della contessa. Nel 1160 Federico I la restituisce al Vescovo di Reggio, malgrado questi non ne possa vantare nessun diritto, in quanto occupata dai Cremonesi, i quali se ne vedono riconosciuto il possesso da Arrigo IV.
Nel 1311 l'imperatore Arrigo VII diede a Passerino Bonaccolsi, signore di Mantova, il possesso di Luzzara. Caduti i Bonaccolsi, i Cremonesi, preoccupati della crescente potenza dei Gonzaga, si affrettano ad occupare Luzzara, ma ne vengono scacciati da Luigi Gonzaga, che se ne vede confermare il possesso dall'imperatore Carlo IV nel 1354.
Durante il periodo della signoria dei Gonzaga, Luzzara viene fortificata e dalla sua pianta topografica si possono ancora oggi leggere con distinzione le piazze, i palazzi del potere e gli edifici religiosi, così come furono concepiti nel '400. Nel 1350 il paese ospita Francesco Petrarca.
Con l'assegnazione di Luzzara a Rodolfo Gonzaga, figlio del marchese Lodovico II, inizia il ramo gonzaghesco di Luzzara. Sotto il suo dominio viene eretto il palazzo della Macina, residenza dei Gonzaga, opera di Luca Fancelli, architetto alla corte di Mantova. Rodolfo muore nel 1495 durante la famosa battaglia di Fornovo sul Taro; il feudo passò prima alla moglie Caterina Pico, poi (1501) al figlio Gianfrancesco.
L'imperatore Carlo V nel 1502 elegge il marchesato a feudo immediato, trasmissibile in perpetuo per diritto di primogenitura. Nel 1524, alla morte di Gianfrancesco il dominio di Luzzara passa al figlio Massimiliano, che lo cede più tardi (1557) al cugino Guglielmo Gonzaga. Nel 1630 Luzzara viene annessa al Ducato di Guastalla, che la governa con alterna fortuna fino al 1746. Nel 1747 Luzzara ed il suo territorio vengono inglobati, a seguito dell'estinzione del ramo dei Gonzaga di Guastalla, nei domini asburgici di Maria Teresa.

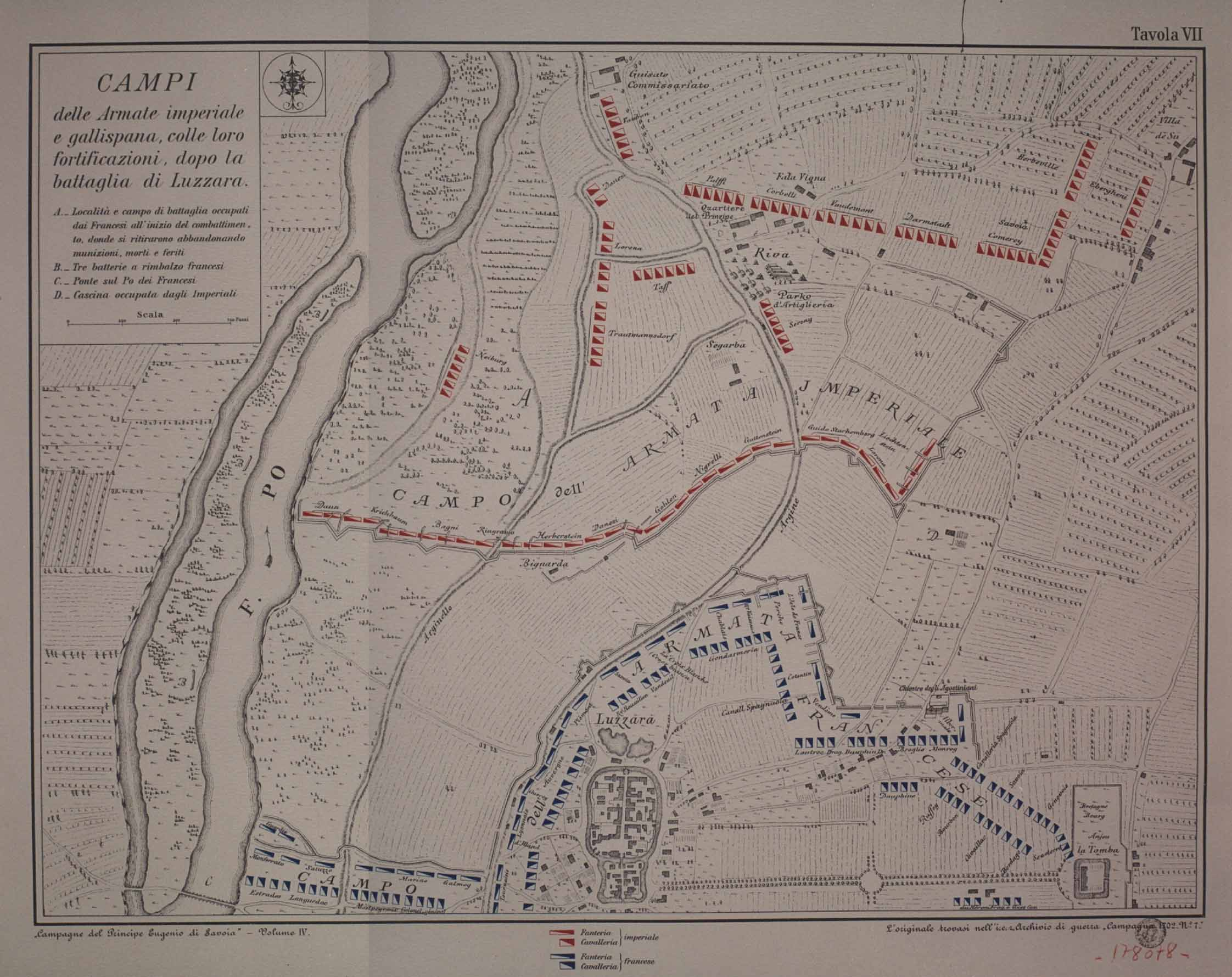
Disegno schematico della battaglia di Luzzara

L'episodio più saliente della storia luzzarese si ha il 15 agosto 1702, quando si combatte nell'ambito della Guerra di successione spagnola, una violentissima battaglia fra l'esercito imperiale condotto dal principe Eugenio di Savoia ed i Franco-Spagnoli: è la celebre Battaglia di Luzzara. Due giorni dopo Luzzara si arrende ai Gallo-Ispani e ne ottiene gravi perdite. Nel 1734, scoppiata la guerra per la successione del Regno di Polonia, il paese viene occupato dalle truppe Franco-Sarde, sotto il comando del re Carlo Emanuele III di Sardegna.
Una nuova sanguinosa battaglia ha luogo il 17 settembre di quell'anno, nella quale gli imperiali restano ancora una volta sconfitti.
Con il trattato di Aquisgrana del 18 ottobre 1748 Luzzara viene assegnata al duca Filippo I di Parma, il quale si avvale dell'opera illuminata del du Tillot per vivacizzarne l'economia con incentivazioni a fondo perduto per la creazione di nuove attività produttive. Nel 1759, per editto sovrano, fu abolita la carica di podestà, essendo stato concentrato in Guastalla tutto l'apparato burocratico-amministrativo.
Spentosi nel 1794 Giovanni, secondogenito di Luigi, erede della dinastia dopo la morte del primogenito Basilio (1782), si estingue la linea genealogica dei Marchesi Gonzaga di Luzzara.
La Rivoluzione francese e l'opera napoleonica portano Luzzara nella Repubblica Cisalpina ed in seguito nel Dipartimento del Crostolo. Caduto l'impero napoleonico, il 9 febbraio 1814, viene rioccupata dalle truppe austriache.
A seguito del Congresso di Vienna, gli ex stati borbonici vengono assegnati a Maria Luigia d'Asburgo-Lorena. Alla morte della duchessa, il 4 gennaio 1848, Luzzara passa agli Estensi di Francesco V. A seguito della seconda guerra d'indipendenza, il 16 agosto 1860 viene dichiarata la decadenza di Francesco V.
Con il plebiscito dell'11 e 12 marzo 1860, Luzzara è annessa al Regno di Sardegna e quindi, nel 1861, al Regno d'Italia.
Per merito di Francesco Boccalari nel 1863 in Luzzara si costituisce una Società di Tiro a segno che ha come presidente Giuseppe Garibaldi.
Tra il 1859 ed il 1866 Luzzara fu un paese di frontiera poiché l'Oltrepò mantovano, dopo la seconda guerra d'indipendenza italiana, era rimasto soggetto all'Impero austriaco. A Codisotto (definito nelle mappe "Caput Inferius", cioè Capo Inferiore), si trovava sia la dogana "italiana" sia quella austriaca. Il confine, che correva lungo un fosso chiamato Po Vecchio o Zara, era segnato da uno steccato posto ad impedire il contrabbando e la fuga in territorio austriaco dei giovani renitenti alla leva. La lingua di terra lombarda arriva a lambire ancora oggi la parte nord del capoluogo di Luzzara. Anticamente l'abitazione posta al limite di Strada Zamiola e confinante con il territorio luzzarese, aveva l'ingresso posto verso il laterale, al fine di consentire il costante monitoraggio del transito da parte dei doganieri lombardi, restando protetti dalle intemperie durante i giorni di maltempo. Il confine con le terre lombarde d'altronde, ha da sempre caratterizzato il territorio luzzarese.

### Età contemporanea
Nei decenni successivi la nascita del Regno d'Italia esplosero anche a Luzzara i conflitti sociali legati alla questione agraria e alla povertà delle masse contadine. La nascita di una società operaia quattro anni dopo l'Unità e la successiva propaganda degli ideali socialisti da parte di Camillo Prampolini e dei suoi seguaci favorì una rapida politicizzazione ed organizzazione dei contadini con la nascita di leghe, circoli e cooperative. Nel 1883 il paese fu raggiunto dalla ferrovia Parma-Suzzara. Nell'immediato primo dopoguerra sorse a Luzzara anche un attivissimo circolo anarchico. La fine delle proteste del Biennio Rosso e la controffensiva delle forze fasciste pagate ad armate dagli agrari locali avrà il suo culmine in paese il 5 maggio 1921 con l'omicidio dell'anarchico Riccardo Siliprandi da parte di un gruppo di squadristi.
Durante la seconda guerra mondiale Luzzara fu sede di un deposito d'armi dei nazisti, contribuì attivamente alla causa della Resistenza antifascista e per questo pagò un prezzo molto alto. Nell'ultima settimana di guerra nove partigiani luzzaresi verranno uccisi dai fascisti nell'eccidio di Reggiolo, altri 7 caduti nel corso di diverse operazioni militari in provincia, morti e dispersi nei campi di concentramento, civili arrestati e torturati.
Il dopoguerra vedrà inevitabilmente la ripresa dei conflitti sul piano sociale - culminata con gli scioperi "a rovescio" dei braccianti sugli argini del Cavo Fiuma - e restituirà il Comune allo storico governo della sinistra. Nel secondo dopoguerra l'economia locale si è definitivamente trasformata da agricola ad industriale.

### Gonzaga di Luzzara
- Rodolfo 1494-1495
- Gian Francesco 1495-1524
- Massimiliano 1524-1578, cede la sovranità a Mantova
- Prospero 1578-1614
- Federico I 1614-1630
- Luigi I 1630-1666
- Federico II 1666-1698
- Luigi II 1698-1738
- Basilio 1738-1782
- Giovanni 1782-1794.

### Simboli
Lo stemma, per assonanza col nome della città, riporta il luccio araldico, simile a quello di altre terre e paesi, ma unico nel panorama italiano degli stemmi comunali, a riportare un pesce "vero" e non stilizzato; le due stelle (in simbologia araldica) ricordano la battaglia di Luzzara del 1702. Il colore del campo rosso (sottostante e antecedente), ricorda la dominazione della famiglia Gonzaga, mentre il colore blu (sovrastante e più recente), quella dei Borbone-Parma. La corona turrita denota l'appartenenza ai Comuni della Repubblica Italiana. I fregi di serto di quercia e di alloro, completano lo stemma.

## Monumenti e luoghi d'interesse

### Architetture religiose

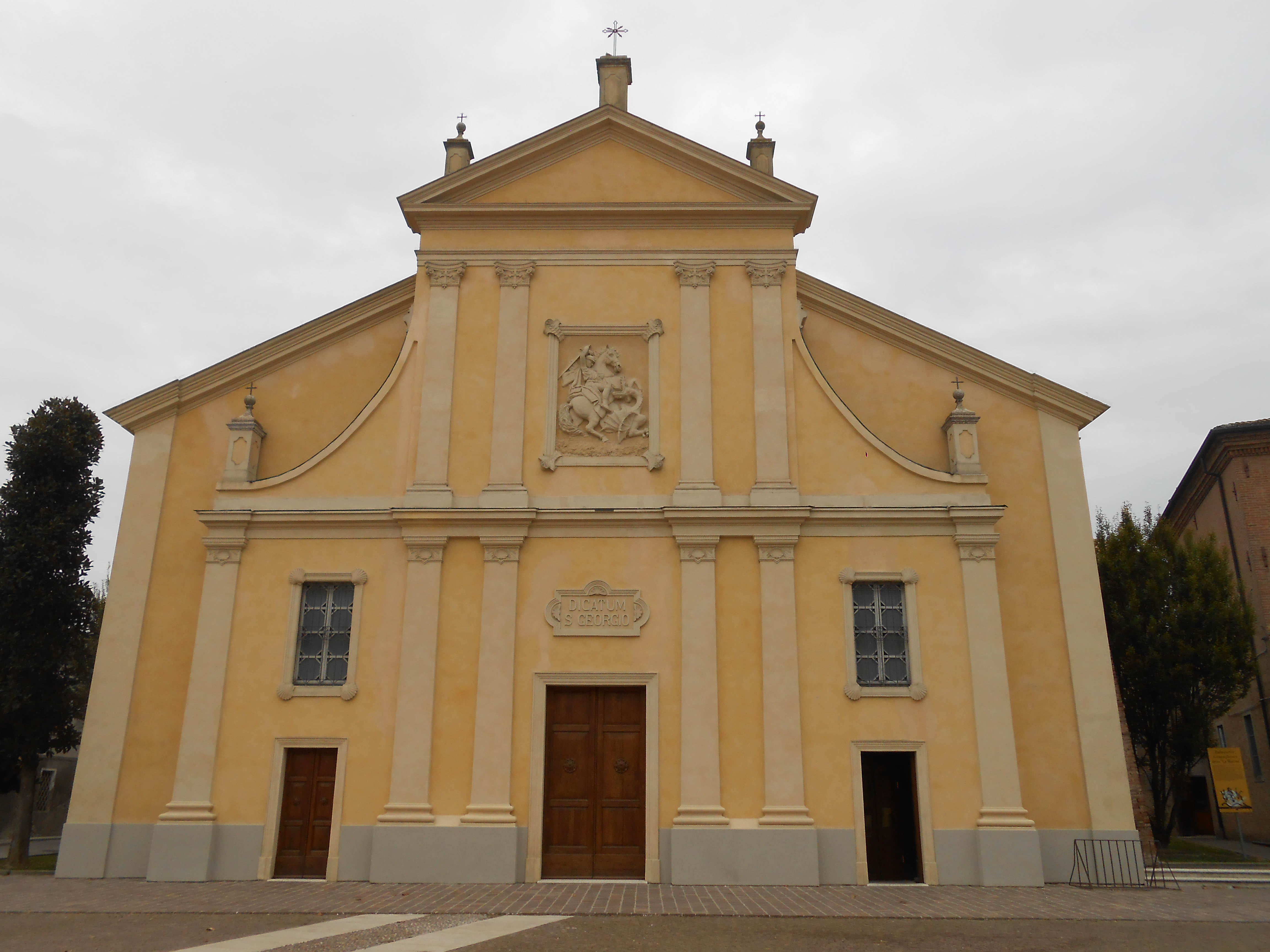
Chiesa di San Giorgio

- Chiesa parrocchiale di San Giorgio, a Luzzara, edificata probabilmente alla fine dell'XI secolo in stile romanico, e più volte rimaneggiata. Fu riedificata a partire dal 1676 in stile barocco, salvando solamente la parte absidale, che rimane tuttora in stile romanico. Nel 2000 sono stati eseguiti gli scavi della cripta dell'antica chiesa romanica, dove sono venuti alla luce capitelli, colonne e affreschi risalenti alla struttura originale dell'edificio romanico e cocci di riporto risalenti al periodo precedente. Conserva al suo interno alcuni dipinti cinquecenteschi, in particolare la pala d'altare raffigurante la Vergine col Bambino tra San Giorgio e San Girolamo, di scuola giuliesca, eseguito su modello di un bozzetto di Giulio Romano conservato al Louvre
- Chiesa parrocchiale di Sant'Antonio Abate, nella frazione di Codisotto. Costruita attorno alla fine del XVII secolo, fu costruita sullo stesso luogo dove era ubicata quella più antica del 1500 circa. Vi si possono ammirare, oltre all'altare maggiore in stucco marmorizzato e quattro altari originali nelle cappelle, quattordici tavolette di scuola emiliana del XIV secolo raffiguranti episodi del Vangelo.
- Chiesa parrocchiale di San Carlo Borromeo nella frazione di Casoni. Fra il patrimonio artistico che si può ammirare al suo interno si segnala un coro ligneo a stalli di squisita fattura settecentesca.
- Chiesa parrocchiale di San Rocco nella frazione di Villarotta, ricostruita nel 1936 su quella settecentesca, ormai pericolante. Originariamente l'antica chiesa, eretta sull'antico Oratorio di San Rocco nel XV secolo, doveva avere solo tre altari: quello principale e due laterali dedicati rispettivamente al Santo Rosario e a San Rocco. In seguito venne eretto un altro altare dedicato a San Francesco d'Assisi ed a Sant'Antonio da Padova.

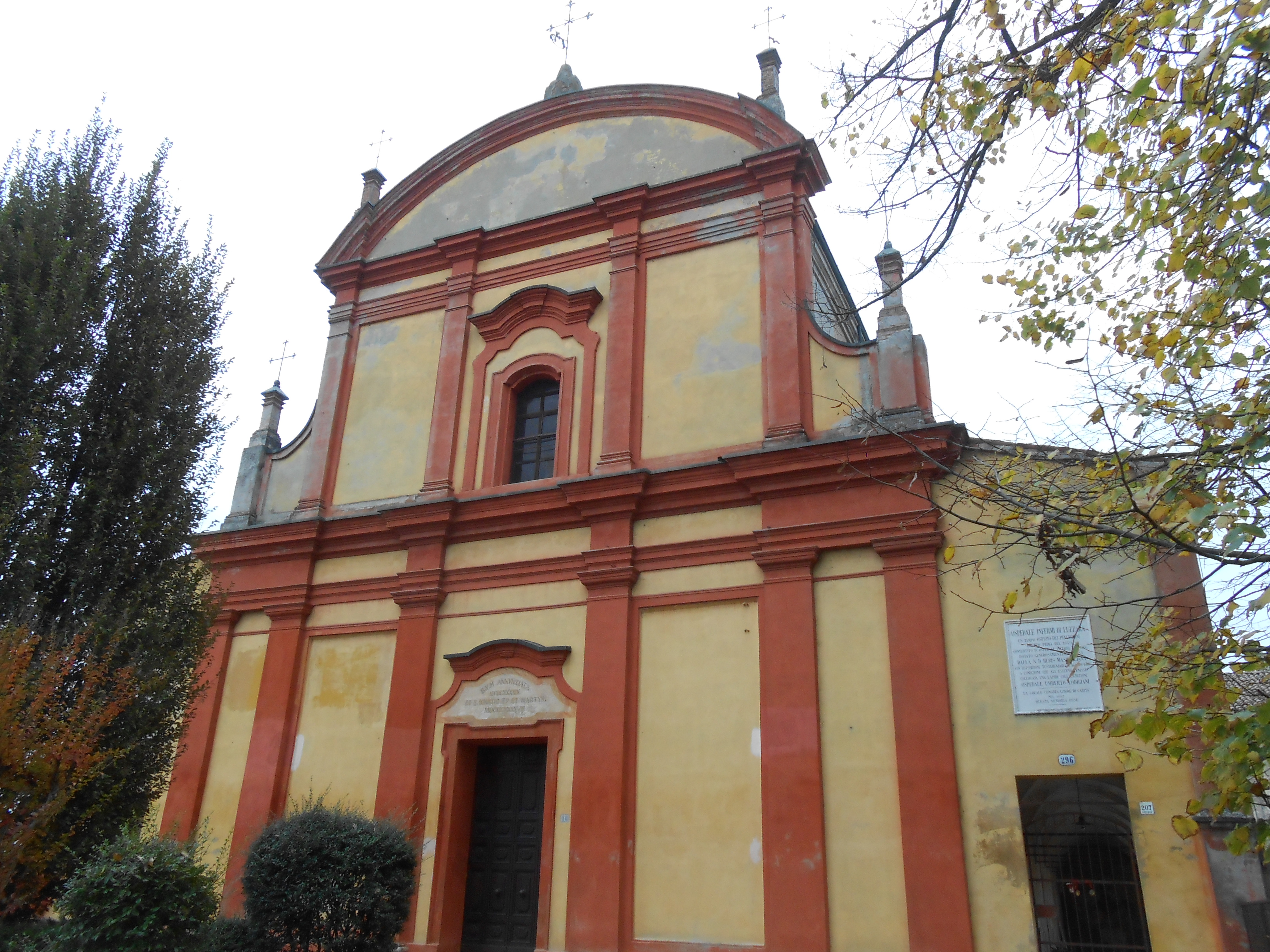
Chiesa ed ex convento degli Agostiniani

- Chiesa ed ex convento degli Agostiniani, nota anche come chiesa dell'ex ospedale, o chiesa del Conventino. Fu costruita alla fine del XV secolo per volere di Caterina Pico, figlia di Gianfrancesco I conte di Mirandola e moglie di Rodolfo Gonzaga, marchese di Luzzara. Fu distrutta fin quasi alle fondazioni e riedificata tra il 1764-1771; fortunatamente l'abside rimasta è quella quattrocentesca. Nella sagrestia si intravedono i resti di un magnifico monumento funebre, dedicato a Luigi Gonzaga morto a 32 anni nel 1570, parzialmente distrutto in un incendio nel 1918. Nella parte superiore del monumento, al centro, è visibile lo stemma dei Gonzaga, sostenuto da due putti e sormontato da un'aquila incoronata a due teste e ai lati due guglie terminanti in due globi. Questo coronamento posa sopra un ricco architrave sostenuto da due grandi figure: una Cariatide e un Atlante. Dal centro, sotto il cornicione, sostenuto da una testa di leone, si biparte un ricco festone di frutta, passante sopra le Cariatidi e discendente ai lati esterni fino alla grande mensola del basamento su cui poggiano due aquile. Nel mezzo del monumento era posta una lapide dedicata a Luigi Gonzaga. Sotto l'adiacente porticato sono stati recentemente scoperti affreschi di interesse storico ed artistico. Venne pure distrutto il mausoleo di Antonia Gonzaga, sorella di Luigi e sposa a Roberto Sanvitale, mausoleo eretto nel 1572 dirimpetto a quello di Luigi, e descritto dal Caselli nella sua storia di Luzzara edita nel 1898.
Per quanto riguarda il convento vero e proprio, esso fu costruito dagli Agostiniani, con ogni probabilità anteriormente alla chiesa stessa in forme romaniche: restano infatti a testimonianza di ciò il porticato e qualche volta "a vela", salvati dai numerosi ed infelici rimaneggiamenti durante i secoli. Distrutto dall'incendio del 1918 è risultato l'affresco rappresentante una Madonna con bambino e due figure di santi ai lati, della misura di 1,20 m x 2 m di altezza, opera del pittore Francesco Monsignori nato a Verona nel 1487. Partiti gli Agostiniani durante l'epoca napoleonica, nel 1824 l'edificio complessivamente fu utilizzato per volere di Maria Luigia duchessa di Parma, Piacenza e Guastalla come ospedale per infermi, utilizzazione poi mantenuta dalla famiglia Lodigiani, che ne divenne proprietaria nel 1886. In seguito fu donato alle Opere Pie di Luzzara e da questo organismo gestito fino al 1978 prima come ospedale, poi come Casa di Riposo. Al lato Sud si sviluppa un'ala di costruzione recente (anno 1948) che costituisce un tutt'uno con il corpo più antico. Con la soppressione degli ospedali-infermerie divenuta operante con la creazione dell'Ospedale di zona a Guastalla, l'edificio, dopo un'ulteriore serie di lavori di adattamento, viene adibito a sede della Mostra Nazionale e Museo di Arti Naif.

### Architetture civili

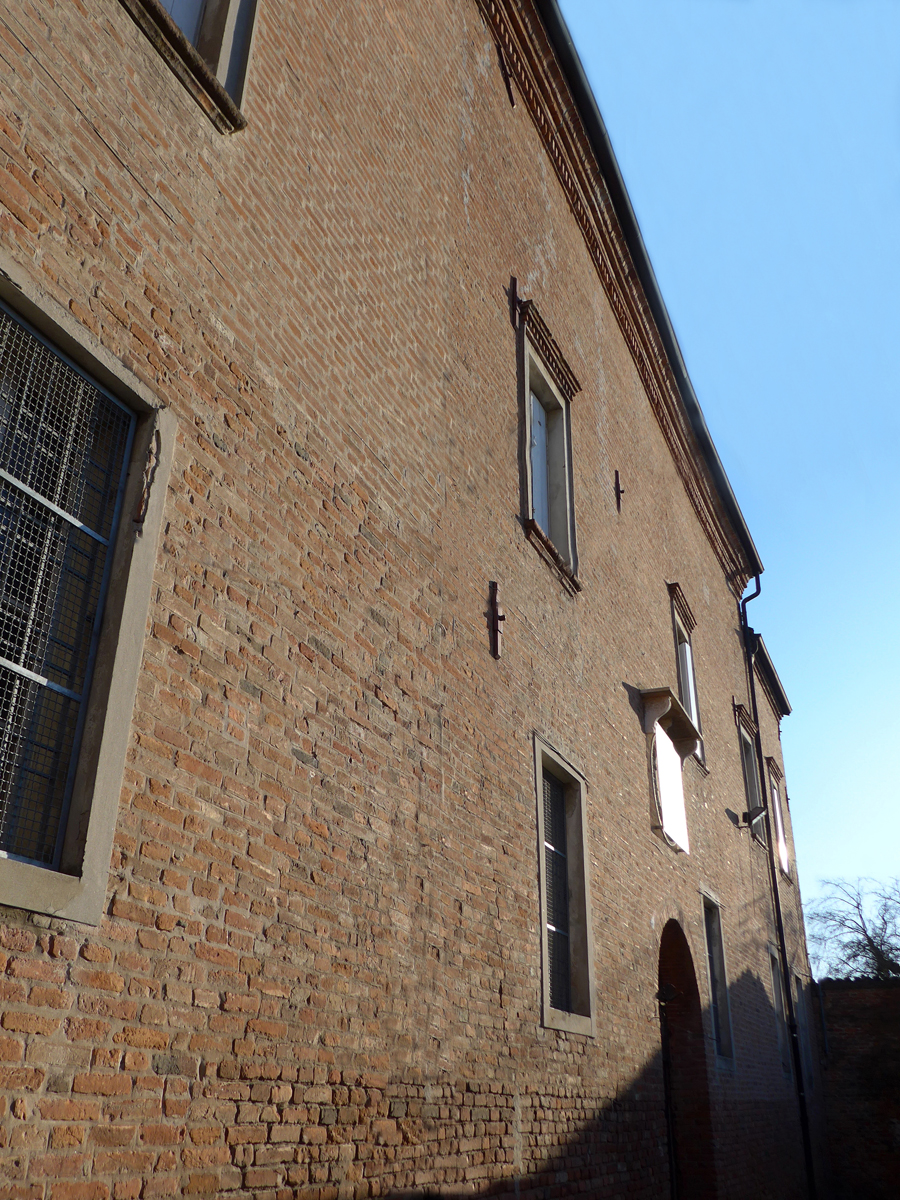
Palazzo della Macina

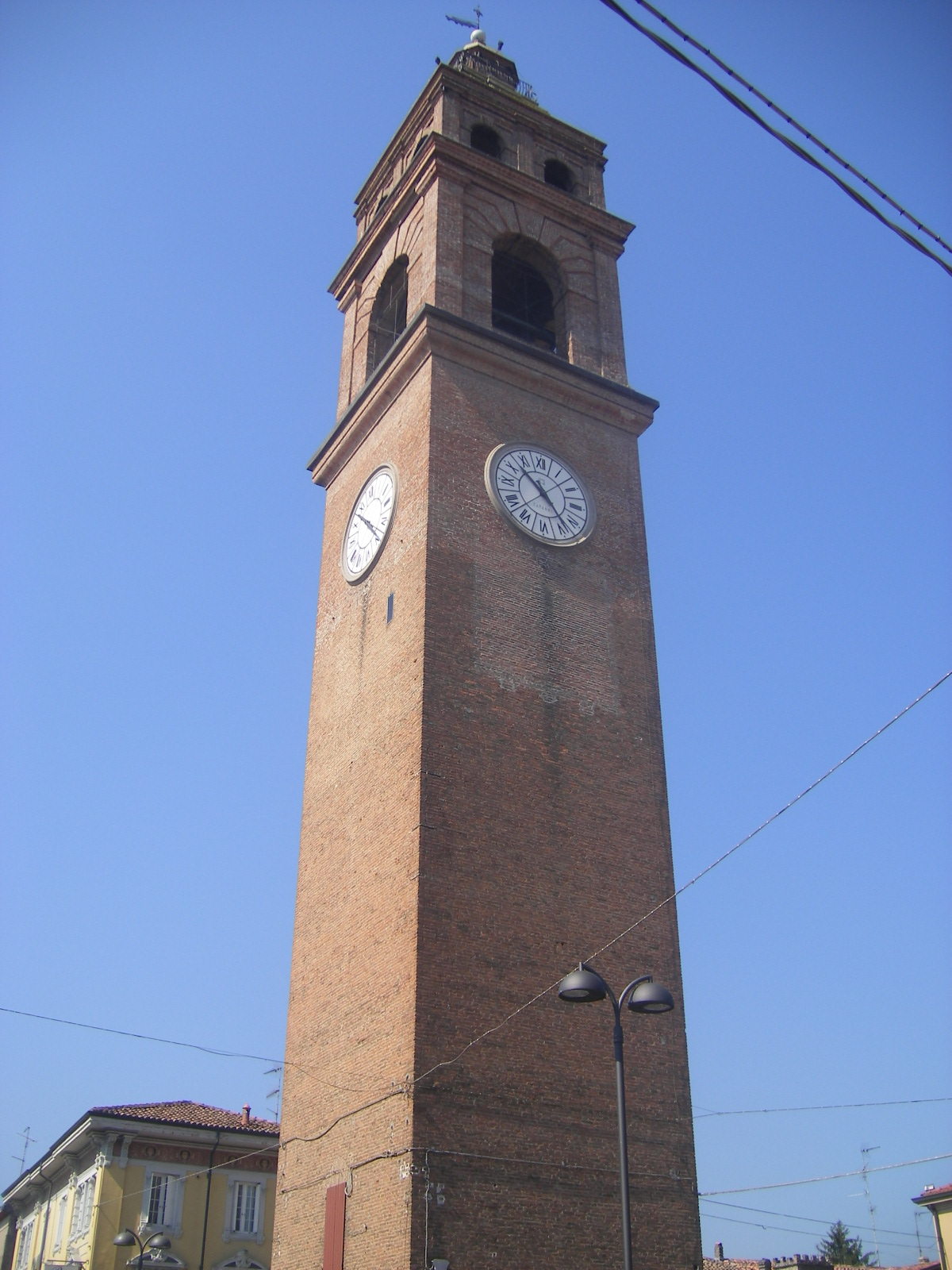
La torre di Luzzara vista dal basso

- La Torre civica, realizzata tra il 1724 ed il 1780 con i resti dell'antico castello, è il simbolo del paese.
- Il Palazzo della Macina, costruito verso la fine del XV secolo, fu la residenza dei Gonzaga di Luzzara. Conserva preziosi reperti costituiti da colonne sormontate da capitelli di pregevole fattura e decori pittorici abbruniti.
- Teatro. Nell'antico Palazzo dei Gonzaga di Luzzara vi era anche il piccolo Teatro di Corte. Verso la fine del XVIII secolo ne venne realizzato un altro nei locali poi occupati dalla scuola d'arte. Diversamente da quanto comunemente sostenuto, l'attuale Teatro non è da identificarsi con quello esistente anteriormente al secolo XIX. Da un rogito del 1813 risulta che in quell'anno la "Società Teatrale di Luzzara" acquistò un fabbricato rustico, adibito a granaio, per trasformarlo nell'attuale Teatro. Anche se i lavori per l'adeguamento dell'edificio ebbero subito inizio, per l'apertura si dovette aspettare il 2 ottobre 1852, data in cui venne inaugurato con la rappresentazione dell'opera "I Capuleti e i Montecchi" di Vincenzo Bellini. Il teatro poteva contenere fino a 400 persone, con 47 palchi divisi in tre ordini. Il sipario, disperso, rappresentava la Fiera di Luzzara coi Principi Gonzaga e fu dipinto dal Casali. L'edificio subì un radicale restauro nel 1919; tale data è incisa nel lunettone che sovrasta la finestra centrale della facciata. Benché venissero mantenuti i tre ordini di palchi, la pianta, che originariamente era ad U svasata, fu modificata in forma semicircolare. Il teatro venne venduto a privati nel 1947 e trasformato in magazzino. Venne riacquisito dal comune negli anni '80 del XX secolo e venne nel 1987 iniziata una ristrutturazione, interrotta poco tempo dopo per mancanza di fondi. Sono stati recentemente effettuati lavori di restauro (soffitto della platea, in legno rivestito di cannicciato intonacato e dipinto, restaurato e consolidato nel 2006), in vista di una futura apertura. Visitabile su richiesta.
- Villa Maso. Situata nella strada comunale omonima a circa due chilometri a sud-est del capoluogo. Questa villa costituisce tuttora, con il suo stupendo giardino all'italiana e i filari di giganteschi taxodium, uno dei più suggestivi ornamenti delle campagne luzzaresi. Fu una residenza dei Gonzaga, e ha conservato alcuni dei caratteri dell'antica nobiltà, come il giardino, l'oratorio e piantagioni arboree. L'interno ha un interessante salone di rappresentanza, a settentrione una torre con arco passante ha un loggiato triforato che sostiene una balaustra con al centro un orologio coronato da una torretta. Parte integrante della villa è il giardino nel quale si trovano piante di altissimo valore botanico, esistenti sul territorio nazionale in esemplari limitati. La Villa e il suo giardino sono stati set principale del film "Novecento" di Bertolucci. Oggi è sede della Comunità terapeutica per tossicodipendenti "Mondo X". Non è visitabile.
- Chiavica di Villarotta. È il più antico manufatto che si conservi a Villarotta e la testimonianza più interessante della sua storia. Questa opera idraulica, con paraporti, costruita sul Cavo Tagliata, tracciato su uno degli antichi corsi del Fiume Po, venne iniziato nel XIII secolo; aveva la funzione di impedire i rigurgiti delle piene del fiume Secchia e della Moglia oltre a bonificare i terreni per aumentare la produzione agricola e favorire il sorgere di nuovi centri abitati.

## Società

### Evoluzione demografica
Abitanti censiti

### Etnie e minoranze straniere
Al 31 dicembre 2017 gli stranieri residenti a Luzzara sono 1.496, pari al 17,2% della popolazione comunale. Le nazionalità più numerose:
- India: 542
- Pakistan: 481
- Albania: 63
- Marocco: 59
- Romania: 57

### Lingue e dialetti
Il dialetto luzzarese è una variante del dialetto genericamente descritto come guastallese, presenta per la maggior parte caratteristiche tipiche del dialetto mantovano e si differenzia notevolmente dal dialetto reggiano.

## Cultura

### Istruzione

#### Musei
- Museo nazionale delle arti naïves. Fu ideato da Cesare Zavattini e inaugurato dal sindaco Renato Bolondi nel 1967, è un museo "in progress", in continuo accrescimento, grazie alla rassegna annuale: le opere scelte dalla giuria, infatti, restano qui in esposizione permanente. Oltre alle opere, che hanno ormai superato quota 300 unità, il Museo possiede una ricca emeroteca, nastroteca, videoteca e biblioteca tematiche.

## Sport

### Calcio
La squadra di calcio è il GS Luzzara Calcio, fondato nel 1928. La storia della società è presente sul sito del succitato club calcistico.

### Tiro con l'arco
La Compagnia Arcieri La Meridiana A.S.D. è società di tiro con l'arco del paese.

### Pallacanestro - Pallavolo
U.S. Aquila Luzzara è la polisportiva che si occupa di pallacanestro e pallavolo.

### Altri sport
La folta comunità indiana pratica sistematicamente in maniera amatoriale il cricket.

## Amministrazione
| Periodo           | Periodo           | Primo cittadino       | Partito                                                       | Carica                  | Note   |
| ----------------- | ----------------- | --------------------- | ------------------------------------------------------------- | ----------------------- | ------ |
| 31 marzo 1988     | 15 agosto 1990    | Maria Toffoli         | Partito Comunista Italiano                                    | Sindaco                 | [ 12 ] |
| 16 agosto 1990    | 27 ottobre 1990   | Giovanni Fabbricatore |                                                               | Commissario prefettizio |        |
| 28 ottobre 1990   | 17 aprile 2000    | Maria Toffoli         | Partito Comunista Italiano Partito Democratico della Sinistra | Sindaco                 |        |
| 18 aprile 2000    | 30 marzo 2010     | Stefano Donelli       | Lista civica di Centro-sinistra                               | Sindaco                 |        |
| 31 marzo 2010     | 20 settembre 2020 | Andrea Costa          | Partito Democratico - Italia dei Valori                       | Sindaco                 |        |
| 20 settembre 2020 | in carica         | Elisabetta Sottili    | Partito Democratico                                           | Sindaco                 |        |

Fonte: Ministero degli interni

## Infrastrutture e trasporti

### Ferrovie
Luzzara ha una propria stazione lungo la linea locale Parma-Suzzara più la fermata di Codisotto posta nell'omonima frazione.